# 이토 잇초
이초 잇토(伊藤 一長, 1945년 8월 23일 ~ 2007년 4월 18일)는 1995년부터 2007년까지 나가사키시의 시장을 지낸 일본의 정치인이다.
잇토는 2007년 4월 17일 야쿠자 조직원인 시로오 테츠야에게 총을 맞아 다음 날 아침 사망했다.

## 어린 시절
이토 카즈나가(伊藤一長)는 일본의 항복 8일 후이자 히로시마·나가사키 원자폭탄 투하 2주 후인 1945년 8월 23일 나가토시, 야마구치현에서 태어났다. 잇토의 가족은 그가 세 살 때 아버지의 고향인 나가사키시로 이주했다. 잇토는 니시현립고등학교에 다니면서 처음으로 나가사키 시장이 되기를 열망했으며, 와세다 대학에서 정치학 학위를 받고 졸업한 후 나가사키시 개발 공사에서 일하기 시작했다.
잇토의 이름(一長)은 원래 훈독으로 가즈나가로 발음되었지만, 그는 시장 재임 기간 동안 더 듣기 좋은 음독인 잇쵸 또는 이초를 사용하기로 결정했다. 잇토의 이름은 마이니치 신문에 의해 이초 이토로 로마자화되었고, 로이터와 알자지라에서도 그렇게 표기되었다. CNN은 이초 이토 로마자 표기법을 사용했다. 아사히 신문은 이초 이토라고 표기했다. 잇토는 조지 W. 부시 미국 대통령에게 보낸 영어 편지에서 자신의 이름을 이초 이토라고 로마자화했다.

## 경력
1973년, 잇토는 나가사키 시 청소년 단체 협의회 의장이 되어 나가사키와 이들 도시와의 유대를 강화하기 위한 프로그램의 일환으로 700명의 청소년들이 나가사키에서 오키나와현 나하와 부산광역시로 항해하는 행사를 감독했다.
잇토는 1995년 나가사키 시장으로 선출되기 전 자유민주당 소속으로 나가사키 시의회와 나가사키현 의회에서 활동했다. 잇토는 기존의 LDP 정치인들과 논란이 많았던 현직 LDP 시장 모토지마 히토시보다 선호되어 자유민주당의 나가사키 시장 주요 후보로 추천되었다. 잇토는 1995년 시장 선거에서 모토지마를 꺾고 1999년 두 번째 시장 임기로 재선되었다. 잇토는 2003년 LDP와 공명당의 지지를 받아 자유당과 공산당의 지지를 받은 후보들을 큰 차이로 꺾고 세 번째 임기를 얻었다.

### 나가사키 시장
잇토는 1995년 5월 2일 나가사키 시장으로서 첫 임기를 시작했으며, 시의 관광 활성화와 활성화를 특징으로 하는 시정을 운영했다.
잇토는 나가사키 시장으로서 핵무기와 특히 세계 주요 핵보유국 중 하나인 미국에 대해 목소리를 높여 비판했다. 1995년 11월 7일, 잇토는 헤이그의 국제사법재판소에서 연설을 통해 자신이 태어나기 불과 2주 전 원자폭탄이 투하된 도시의 시장으로서 핵무기 사용은 국제법 위반임을 강조했다. 2002년 8월, 나가사키 원자폭탄 투하 기념식에서 잇토는 9·11 테러 이후 미국의 핵무기 정책을 비판했다. 2005년 5월, 핵확산방지조약 회의에서 잇토는 인류와 핵무기가 공존할 수 없다고 주장했다. 2006년, 잇토는 미국과 조선민주주의인민공화국의 핵실험을 비판했다. 잇토의 시장 재임 초기, 나가사키 원자폭탄 폐허 일부를 철거하여 토지를 재사용하려는 계획에 대한 논란이 있었지만, 나가사키 평화공원에서 시위가 있은 후 결국 철회되었다.
잇토의 시 정부는 나가사키 학교에서 급식에 현지에서 생산된 채소와 기타 재료를 사용하도록 장려하는 프로그램을 운영했다.
2005년, 잇토는 2002년 폐쇄된 구 나가사키 현립 박물관 및 미술관을 대체하기 위해 나가사키 역사문화박물관과 나가사키현 미술관을 개관했다.

## 암살

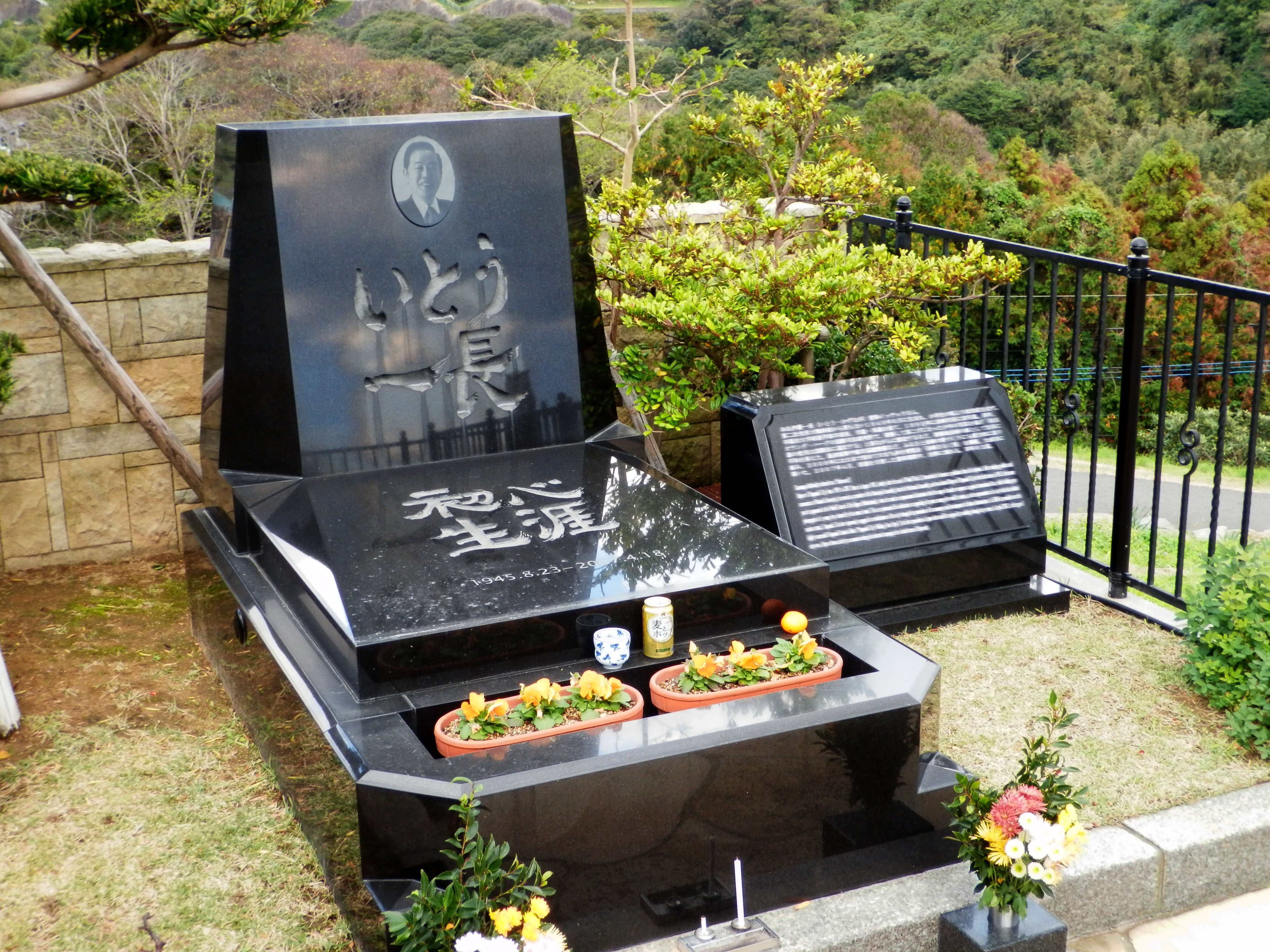
소토메정에 있는 잇토의 묘지.

2007년 4월 17일, 잇토는 4선 재선을 위한 선거 운동 중 나가사키역 밖 선거 사무실 앞에서 차량에서 내리다가 시로오 테츠야에게 근거리에서 등 뒤에 두 발의 총격을 받았다. 잇토는 심폐정지 상태로 나가사키 대학 병원으로 이송되어 4시간 동안 응급 수술을 받았지만, 다음 날 아침 출혈로 사망했다. 잇토의 죽음은 2007년 4월 22일 새로운 시장 선거를 촉발했다. 잇토의 사위인 요코오 마코토 (橫尾 誠, Yokoo Makoto)와 시 공무원인 타우에 토미히사 (田上 富久, Taue Tomihisa)가 선거에 입후보했다. 타우에는 잇토의 후임으로 선출되었다.
경찰은 시로오가 총격 후 잇토의 수행원과 행인들에게 붙잡힌 후 살인 혐의로 그를 체포했다. 시로오는 일본 최대의 야쿠자 조직인 야마구치구미와 관련된 나가사키 기반의 야쿠자 조직인 스이신카이의 두목이었다. 시로오는 스미스 앤드 웨슨 m36으로 잇토를 쐈고 체포 당시 소지하고 있던 20발의 총알이 발견되었다. 시로오가 잇토를 쏜 동기에 대해서는 여러 가지 설이 있는데, 주된 설은 2003년 사건으로 인해 잇토와 시 정부에 대한 개인적인 원망이다. 시로오는 공공사업을 위해 파놓은 구멍에 차를 몰고 들어가 손상을 입었을 때 보험금을 청구했지만, 시는 그에게 보상하기를 거부했다. 시로오는 이 문제에 대해 TV 아사히에 편지를 보냈고, 총격 전에도 이 사실은 대중에게 알려져 있었다. 또한 시로오는 스이신카이와 관련된 건설 회사가 시 정부로부터 계약을 거부당한 것에 대해서도 분노한 것으로 알려졌다. 잇토의 암살은 야마구치구미의 승인을 받지 못했고 야쿠자 활동에 대한 대중의 더 큰 감시를 불러왔다. 스이신카이 사무실은 증거 수집을 위해 경찰의 습격을 받았고, 며칠 후 갱단은 자발적으로 해체할 의사를 발표했다.
2008년 5월 26일, 나가사키 지방 법원은 시로오에게 사형을 선고했지만, 후쿠오카 고등 법원은 사형을 취소하고 무기징역을 선고했다.
잇토는 나가사키 시장 중 두 번째로 총격을 받은 사람이었다. 그의 직전 전임자인 모토지마 히토시 (本島 等, Motoshima Hitoshi)는 1990년에 총격을 받았지만 생존했다.